# Chiliarcha

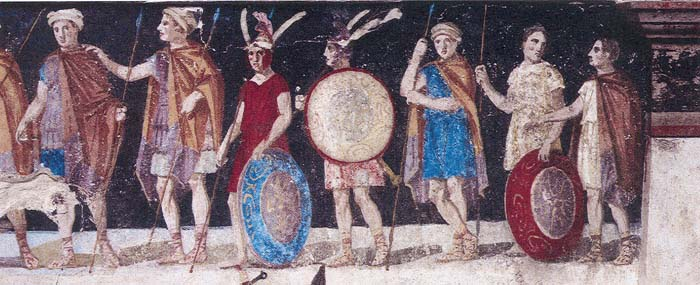
Macedońscy żołnierze i dowódcy (fresk z grobowca w Agios Athanasios, IV w. p.n.e.)

Chiliarcha (gr. χιλίαρχος chilíarchos [rzadziej χειλίαρχος cheilíarchos lub χιλιάρχης chiliárchēs] – dosł. tysięcznik) – w wojskach starożytnych Greków dowódca oddziału liczącego ponad tysiąc ludzi. 

## W hierarchii urzędniczej
Grecy zapożyczyli ten termin od Persów, u których chiliarcha był dowódcą przybocznej gwardii królewskiej i zarazem wysokim dostojnikiem państwowym, drugą osobą po monarsze (odpowiednikiem późniejszego wezyra). Aleksander Wielki przejął tytuł i ustanowił jako państwową godność dworską. Według Diodora (Biblioteka historyczna XVIII,48) i Arriana (Wyprawa Aleksandra Wielkiego VII 14,10; III 27,4) urząd ten uważano też za najważniejszy w państwach diadochów. 

## W hierarchii wojskowej
W greckich armiach określano tak dowódcę chiliarchii (χιλιαρχία) jako jednostki złożonej z 1024 ludzi, o froncie bitewnym 64 żołnierzy w szeregu. Ranga ta (wyróżniana hełmem z czerwonym pióropuszem) istniała jedynie w piechocie, o czym pośrednio świadczą przekazy informacji, w których oddziały peltastów zawsze są wymieniane w tysiącach. Wiadomo, że w skład chiliarchii wchodziły speiry, czyli taktyczne syntagmy. Natomiast wyższą jednostką organizacyjną była strategia licząca 4 tysiące ludzi. Do takich jednostek tysięcznych (chiliarchai) wojska piesze zostały przez Aleksandra Wielkiego zreorganizowane zimą 331/330 p.n.e. Ich zasadniczą formacją były kolumny liczące w szeregu po 16 żołnierzy; oprócz chiliarchów dowodzili nimi pentekozjarchowie (lp. pentekosiarchos), mający pod komendą 500 ludzi.